# Мандс Парк (Аризона)
Мандс Парк (енгл. Munds Park) насељено је место без административног статуса у америчкој савезној држави Аризона.

## Демографија
По попису из 2010. године број становника је 631, што је 619 (-49,5%) становника мање него 2000. године.
| Група             | 2000.         | 2010.       |
| Белци             | 1.145 (91,6%) | 552 (87,5%) |
| Афроамериканци    | 4 (0,3%)      | 8 (1,3%)    |
| Азијати           | 3 (0,2%)      | 4 (0,6%)    |
| Хиспаноамериканци | 71 (5,7%)     | 51 (8,1%)   |
| Укупно            | 1.250         | 631         |